# Gorakhnath

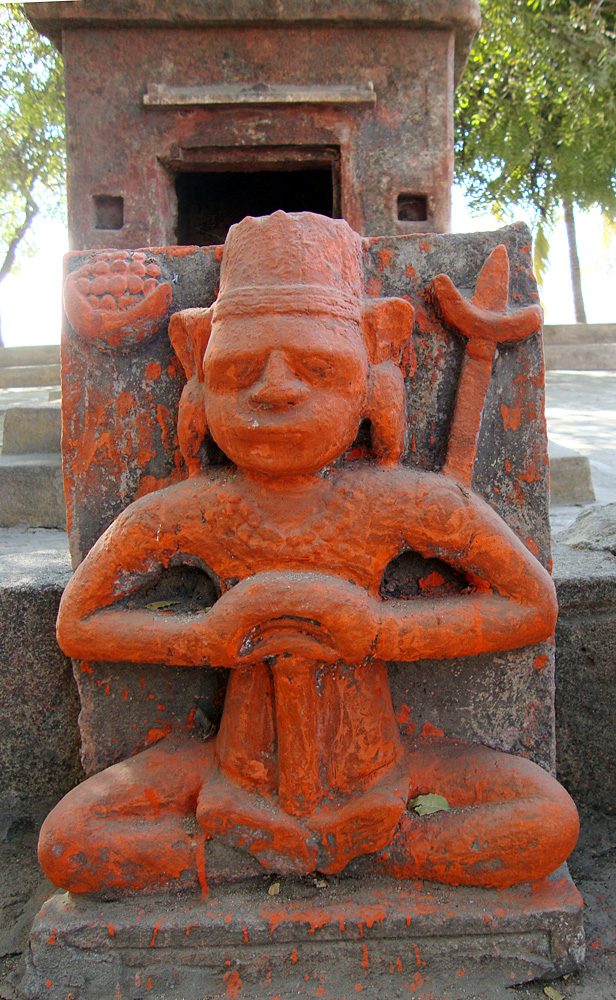
Gorakhnath, dans un temple portant son nom, à Porbandar, dans l'État du Gujarat, en Inde.

Gorakhnath (appelé aussi Gorakshanath) est un yogi du courant Nāth, considéré comme l'un des Adi-gurus du Nath sampradaya, qui vécut en Inde entre le XIe et le XIIe siècle ; il est lié au shivaïsme en tant que l'un des deux plus importants disciples de Matsyendranath, l'autre étant Caurangi.

## Biographie
Une légende affirme que Guru Gorakshanath, le « sage éternel » associé traditionnellement au hatha yoga (l'une des branches des pratiques yogiques) a été présent pendant des milliers d'années, s'assurant du bien-être de l'humanité. D'autres légendes relatent diverses versions de sa naissance et de sa période de vie terrestre, et toutes divergent grandement. Le Nāth Rahasya, ce qui se traduit littéralement par le « mystère des maîtres », raconte la vie, l'œuvre et la mort des Neuf Nāth, Gorakshanath étant le neuvième, précédé par son guru, le huitième Nāth, Matsyendranath.
Selon les traditions, Guru Gorakshanath serait né vers le VIIIe siècle, tandis que d'aucuns pensent qu'il pourrait bien être né au VIIIe siècle comme plusieurs siècles après. Il a traversé de part en part le sous-continent indien, et des récits le concernant existent sous diverses formes dans diverses contrées, par exemple l'Afghanistan, le Baloutchistan, le Penjab, le Sind, l'Uttar Pradesh, le Népal, Assam, le Bengale, le Maharashtra, le Karnataka et même le Sri Lanka.

## Gorakhnath et sa lignée
Les avis divergent en ce qui concerne le lignage spirituel de Gorakhnath. Tous s'accordent pour dire qu'Adinath et Matsyendranath le précèdent dans la succession des gourous (Matsyendranath étant disciple d'Adinath et ayant pour disciple Gorakshahnath). Bien que l'un des récits établisse une liste de cinq gourous qui auraient précédé Adinath et qu'un autre récit introduise six enseignants entre Matsyendranath et Gorakshanath, la tradition en vigueur de nos jours affirme qu'Adinath n'est autre que Shiva qui aurait directement enseigné à Matsyendranath, qui fut lui-même le gourou de Gorakhshanath.

## Travaux attribués à Gorakhnath
La tradition Nāth a connu son développement le plus important à l'époque de Gorakhnath. Ce dernier a produit un grand nombre d'écrits, et encore de nos jours il est considéré comme le plus grand des Nāth. D'aucuns affirment que Gorakshanath est l'auteur des premiers traités de Laya yoga. En Inde, il existe de nombreuses grottes qui sont dites avoir été des lieux de méditation pour Gorakshanath. Sur un certain nombre d'entre elles, des temples ont été édifiés. Selon Bhagawan Nityananda, le samadhi de Gorakshanath se trouve à Nath Mandir, près du temple Vajreshwari, à environ un kilomètre de Ganeshpuri, dans le Maharashtra (Inde).
Romola Butalia, un auteur indien qui traite de l'histoire du yoga, établit la liste des travaux attribués à Gorakshanath tel que suit (traduction libre) :
« On pense que Guru Gorakhnath est l'auteur de plusieurs livres, dont la Goraksha Samhita, la Goraksha Gita, la Siddha Siddhanta Paddhati, la Yoga Martanada, la Yoga Siddhanta Paddhati, la Yoga-Bija, la Yoga Chintamani. On pense de lui qu'il est le fondateur de la Nath Sampradaya et on dit que les Neuf Nāth et les 84 Siddhas sont des manifestations yogiques sous formes humaines créées pour répandre le message du yoga et de la méditation au monde. Ce sont ceux-là qui révèlent le samadhi à l'humanité... »

## Dans le sikhisme
Dans les récits hagiographiques sur Guru Nanak, les Janam Sakhis, Gorakhnath est cité à plusieurs reprises. Dans l'un d'eux, il est décrit comme ayant inspiré Guru Nanak pour choisir son successeur. Dans un autre, il est dépeint comme ayant reconnu le premier la grandeur du guru sikh, et ce, bien que ces deux gourous n'aient apparemment pas vécu au même siècle. Dans le Guru Granth Sahib, le livre saint du sikhisme, les enseignements des disciples de Gorakhnath sont critiqués. Par contre Cheikh Farid et Kabir ont de leurs chants de prière inclus dans le Guru Granth Sahib, et sont considérés comme des bhagats, des dévots par les sikhs.

## Divers
- Les gurkhas du Népal tirent aussi leur nom de ce saint. Le Gorkha, un district historique du Népal, est nommé en son honneur, car c'est dans cette région qu'il apparut pour la première fois dans cet univers : il s'y trouve une cave avec son paduka (ses empreintes de pieds) ainsi qu'une idole à son image. Chaque année, le jour du baisakh purnima se tient dans cette grotte une grande célébration à Gorkha, célébration que l'on nomme Rot Mahotsav. Gorakhpur, la ville centrale du district de Gorakhpur, tirerait son nom de Guru Gorakhnath.
- Osho considère Gorakshanath comme l'un des quatre grands innovateurs en termes de religion en Inde, avec Patanjali, le Bouddha, et Krishna, qui sont dans ses travaux considérés respectivement comme les sources du yoga, de la méditation et de l'amour. Gorakshanath (qu'Osho nomme dans ses œuvres Gorakh) a initié les recherches sur les « méthodes et techniques de sadhana ». « À travers lui, un nouveau type de religion est né. Sans Gorakh, point de Kabir ni de Nanak, point de Dadu ni de Vajid, point de Farid ni de Meera -- sans Gorakh aucun de ces saints n'aurait pu être. » (traduction libre) [5]